# 司马贞
司马贞（679年—732年），字子正，河内郡（今河南省沁阳）人，唐朝官员、历史学家。编纂有《史记索隐》三十卷。
生平没有详细记载。仅知司马贞官至朝散大夫、国子博士及弘文馆学士。开元时，任润州别驾。
《史记索隐》在开元二十年（732年）左右成书，成书后不久司马贞逝世，年约五十三岁。